# Porcellanola thai
Porcellanola thai is een vlinder uit de familie visstaartjes (Nolidae). De wetenschappelijke naam van de soort is voor het eerst geldig gepubliceerd in 2006 door Gyula M. László, Gábor Ronkay & Thomas Joseph Witt.

## Type
- holotype: "male. 31.X.2002. leg. B. Herczig and G. Ronkay. genitalia slide no. LGN 888"
- instituut: HNHM Boedapest, Hongarije
- typelocatie: "Thailand, Prov. Mae Hong Son, 1250 m, between Pa Pae and Khun Sa, 98°39'E, 19°08'N"